# Věra Růžičková-Bejrová

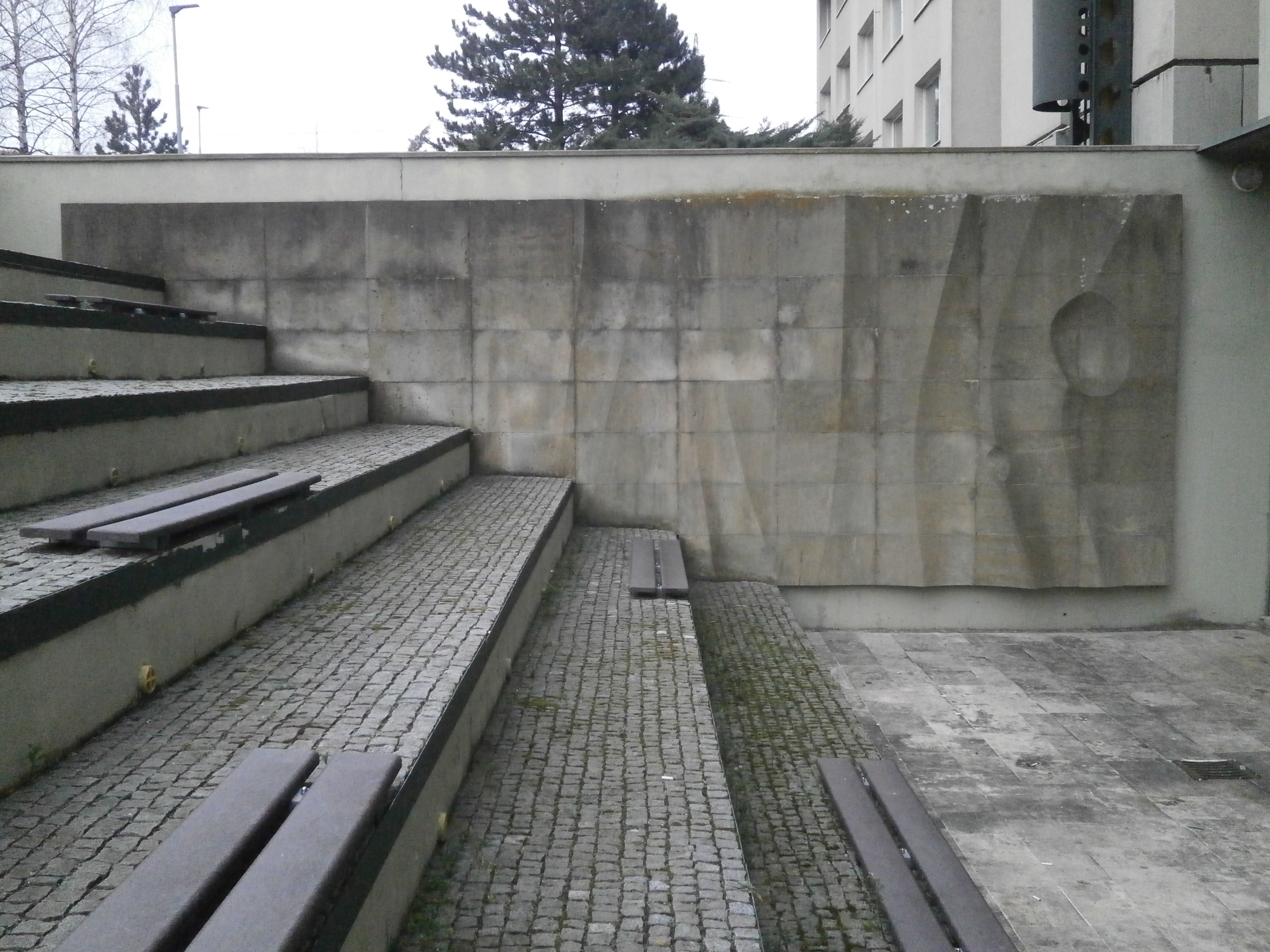
Praha Kunratice, Volha, plastika

Věra Růžičková-Bejrová (6. ledna 1924, Nová Paka – 11. února 2016) byla česká sochařka, restaurátorka a grafička.

## Životopis
Od roku 1927 pobývala v Praze. Absolvovala odbornou školu pro ženská povolání. Poté byla v roce 1941 přijata na Vysokou školu uměleckoprůmyslovou v Praze. Za druhé světové války, v letech 1943–1945, pracovala v Tesle Strašnice. Vysokou školu uměleckoprůmyslovou úspěšně absolvovala v roce 1948.
Byla mimo jiné členkou Jednoty umělců výtvarných a Spolku sochařů České republiky.

## Dílo (výběr)
- Busta Milady Horákové v Karolinu (1992)[3]
- Busta Charlotty Garrigue Masarykové v základní škole ve Velké Chuchli (2014)[4]